# FC Iskra Smolensk
El FC Iskra Smolensk (en ruso: «Искра» (Смоленск)) fue un equipo de fútbol de Rusia que jugó en la Primera Liga Soviética, la segunda categoría del país.

## Historia
Fue fundado en el año 1936 en la ciudad de Smolensk y participó en la Copa de la URSS (1936, 1937) y el campeonato de la URSS (1937; grupo "G"), ganó los campeonatos intra-ejército.
De 1965 a 1970 el Iskra jugó en la clase B de la 1.ª zona de la RFSS de Rusia, que se transformó en 1971 en la Segunda Liga Soviética. Una vez en la segunda zona de la segunda liga aliada, Iskra ganó con tranquilidad el torneo, pero en la etapa final en Sochi ocupó el tercer lugar y recibió el derecho a los partidos de desempate con Kryvbas (Krivoy Rog) para ascender a la primera liga. El equipo de Smolensk, después de haber vencido al Kryvyi Roh en casa 3:1, aún perdió, habiendo sido derrotado de visitante por 0:2. Además, quedó a un paso de la primera liga, Iskra se quedó en la temporada de 1973, rezagado en el grupo final de Kuban, que ocupó el tercer lugar "pasando", por solo un punto.
En 1975 el equipo estaba encabezado por un exjugador de Iskra, Lev Platonov, quien anteriormente había trabajado como director del club Smolensk. La era de Platonov, que duró hasta 1985, fue el apogeo del fútbol de Smolensk. El primer éxito llegó en 1976, cuando el equipo de Iskra ganó el campeonato de la RFSS de Rusia entre los equipos de la segunda liga. Durante tres años, Iskra fue consistentemente segundo en su zona, y en 1979 logró ganar un boleto a la primera liga, habiendo obtenido una victoria incondicional en el grupo y por delante del perseguidor más cercano Tekstilshchik (Ivanovo) por 11 puntos. La afiliación al ejército del club y su proximidad a Moscú hizo posible atraer jugadores fuertes a la lista: por ejemplo, en la década de 1970, Georgy Yartsev actuó en Smolensk así como Alexander Maksimenkov y Dzhemal Silagadze. Alumno del fútbol local, el portero Alexander Novikov (campeón del mundo entre selecciones juveniles en 1977) y el defensa Vladimir Babenko han sido los principales jugadores del equipo durante muchos años.
En la temporada de debut en la primera liga, el equipo de Smolensk se convirtió en noveno, al año siguiente ocupó el séptimo lugar, que fue el logro más alto del equipo durante todo el tiempo que jugó en el campeonato de la URSS. En vísperas de la temporada de 1983, los famosos maestros del FC Spartak de Moscú Sergey Shavlo y Alexander Kalashnikov, reforzaron el equipo de Iskra. Ambos lucieron bien individualmente (Kalashnikov se convirtió en el máximo goleador del equipo, anotando 13 goles, Shavlo anotó 9), pero, en general, el equipo falló la temporada, permaneciendo en el puesto 17. Al final del campeonato de 1984, que Iskra terminó en el puesto 12, Platonov renunció como entrenador en jefe, y en 1985 el equipo se reunió con un nuevo mentor: Viktor Rodionov; durante la temporada de 85 fue reemplazado por Sergei Morozov.
En la Copa de la URSS, Iskra se destacó por su intransigencia y venció al FC Spartak de Moscú (1:0 en 1982), FC Lokomotiv de Moscú (2:0 en 1984). Posteriormente el Iskra tuvo con una victoria sobre el FC Metallurg Magnitogorsk por 3:0 en la ronda de 1/32, y luego en 1/16 en los penales en un juego que terminó con un marcador de 2:2, en Tbilisi fue derrotado seguido por una victoria en Samarcanda sobre el local "Dynamo" por 1:0, en 1/4 la victoria mínima fue ganada 1:0 sobre el FC Dynamo Minsk, y solo en las semifinales “Iskra” fue detenido en el estadio republicano por el FC Dinamo de Kiev por 0:3. Una actuación exitosa en la Copa de la URSS le dio a los jugadores de Iskra el título de maestro de deportes, pero según los resultados del campeonato, Iskra fue penúltima, pero logró mantener su lugar en la primera liga, gracias a la victoria en el grupo de transición. En la siguiente temporada, los "Iskrovites", que ocuparon el puesto 22 en el campeonato, pasaron directamente a la segunda liga. Al año siguiente, el equipo de Smolensk tuvo la oportunidad de regresar, habiendo actuado con tranquilidad en su propia zona, pero perdió ante FC Tavriya Simferopol en la siguiente ronda. Las razones de los fracasos del equipo se asociaron con una gran rotación de jugadores muy capaces, muchos de los cuales posteriormente pudieron demostrar su valía a un alto nivel como Sergey Novikov, Yuri Surov, Gennady Grishin, Valery Plotnikov, Valery Gorodov, Eduard Son y con una disminución en la financiación del equipo. En la década de 1980, el delantero Oleg Delov (el poseedor del récord de goles del club) que apareció en 1982 y el defensa Nikolai Bulgakov, que llegó tres años después, se destacaron en el equipo. La segunda mitad de la década de 1980 fue la época de la extinción de Iskra.
El 13 de mayo de 1991, regresando de Petrozavodsk, después de un partido con el Spartak local, el autobús con el equipo tuvo un accidente automovilístico. El entrenador en jefe Dzhemal Silagadze y el portero Alexander Novikov murieron. Con el colapso de la URSS, el equipo terminó en la cuarta zona de la 2.ª liga del campeonato ruso, donde también se desempeñó sin mucho éxito. Al final de la temporada de 1994, estando en apuros económicos, se fusionó con FC Kristall, formando el CSK VVS Kristall.
En 2018 se creó el club de fútbol privado Iskra, que inició su actuación en la Tercera División de Rusia. El equipo se formó a partir de los alumnos de la escuela privada de fútbol Iskra, establecida el 15 de octubre de 2014. Sin embargo, este club no tiene nada que ver con el antiguo equipo del ejército.

## Nombres anteriores
- 1936: DKA Smolensk
- 1938–1959: FC Dynamo Smolensk
- 1960: FC Tekstilshchik Smolensk
- 1961–1964: FC Spartak Smolensk
- 1965–1995: FC Iskra Smolensk

## Palmarés
- Segunda Liga Soviética:

1971, 1973, 1979, 1987

## Posiciones por temporada
| Temporada | Campeonato          | Campeonato          | Campeonato          | Campeonato          | Campeonato          | Campeonato          | Campeonato          | Campeonato          | Campeonato          | Campeonato          | Copa             |
| Temporada | División            | Pos.                | Pts.                | J                   | G                   | E                   | P                   | GF                  | GC                  | GD                  | Copa             |
| --------- | ------------------- | ------------------- | ------------------- | ------------------- | ------------------- | ------------------- | ------------------- | ------------------- | ------------------- | ------------------- | ---------------- |
| 1936      | Campeonato Regional | Campeonato Regional | Campeonato Regional | Campeonato Regional | Campeonato Regional | Campeonato Regional | Campeonato Regional | Campeonato Regional | Campeonato Regional | Campeonato Regional | Segunda Ronda    |
| 1937      | 4.º                 | 2                   | 28                  | 11                  | 8                   | 1                   | 2                   | 30                  | 12                  | +28                 | Primera Ronda    |
| 1938      | Campeonato Regional | Campeonato Regional | Campeonato Regional | Campeonato Regional | Campeonato Regional | Campeonato Regional | Campeonato Regional | Campeonato Regional | Campeonato Regional | Campeonato Regional | Tercera Ronda    |
| 1939-1959 | Campeonato Regional | Campeonato Regional | Campeonato Regional | Campeonato Regional | Campeonato Regional | Campeonato Regional | Campeonato Regional | Campeonato Regional | Campeonato Regional | Campeonato Regional | —                |
| 1960      | Segunda Grupo 1     | 11                  | 26                  | 30                  | 9                   | 8                   | 13                  | 29                  | 39                  | -10                 | —                |
| 1961      | Segunda Grupo 2     | 13                  | 12                  | 24                  | 3                   | 6                   | 15                  | 21                  | 53                  | -32                 | Primera Ronda    |
| 1962      | Segunda Grupo 2     | 14                  | 20                  | 30                  | 7                   | 6                   | 17                  | 38                  | 54                  | -16                 | Primera Ronda    |
| 1963      | Tercera Grupo 2     | 12                  | 29                  | 32                  | 8                   | 13                  | 11                  | 37                  | 34                  | +3                  | Tercera Ronda    |
| 1964      | Tercera Grupo 1     | 17                  | 17                  | 32                  | 5                   | 7                   | 20                  | 23                  | 48                  | -25                 | Segunda Ronda    |
| 1965      | Tercera Grupo 1     | 17                  | 20                  | 34                  | 5                   | 10                  | 19                  | 9                   | 39                  | -30                 | —                |
| 1966      | Tercera Grupo 1     | 16                  | 23                  | 32                  | 6                   | 11                  | 15                  | 22                  | 34                  | -12                 | Segunda Ronda    |
| 1967      | Tercera Grupo 1     | 9                   | 36                  | 34                  | 9                   | 18                  | 7                   | 26                  | 20                  | +6                  | Tercera Ronda    |
| 1968      | Tercera Grupo 1     | 15                  | 32                  | 38                  | 11                  | 10                  | 17                  | 32                  | 46                  | -14                 | Primera Ronda    |
| 1969      | Tercera Grupo 1     | 4                   | 40                  | 32                  | 13                  | 14                  | 5                   | 42                  | 21                  | +21                 | —                |
| 1970      | Cuarta Grupo 1      | 4                   | 43                  | 32                  | 16                  | 11                  | 5                   | 32                  | 18                  | +14                 | —                |
| 1971      | Tercera Grupo 2     | 1                   | 82                  | 38                  | 23                  | 13                  | 2                   | 57                  | 15                  | +42                 | —                |
| 1972      | Tercera Grupo 2     | 9                   | 54                  | 38                  | 15                  | 9                   | 14                  | 37                  | 36                  | +1                  | —                |
| 1973      | Tercera Grupo 2     | 1                   | 51                  | 32                  | 25                  | 5                   | 2                   | 53                  | 14                  | +39                 | —                |
| 1974      | Tercera Grupo 3     | 5                   | 49                  | 38                  | 20                  | 9                   | 9                   | 59                  | 31                  | +28                 | —                |
| 1975      | Tercera Grupo 2     | 7                   | 39                  | 34                  | 16                  | 7                   | 11                  | 43                  | 36                  | +7                  | —                |
| 1976      | Tercera Grupo 3     | 2                   | 54                  | 40                  | 22                  | 10                  | 8                   | 67                  | 31                  | +36                 | —                |
| 1977      | Tercera Grupo 1     | 2                   | 58                  | 40                  | 24                  | 10                  | 6                   | 61                  | 26                  | +35                 | Octavos de final |
| 1978      | Tercera Grupo 1     | 2                   | 72                  | 46                  | 33                  | 6                   | 7                   | 81                  | 31                  | +50                 | Primera ronda    |
| 1979      | Tercera Grupo 1     | 1                   | 73                  | 46                  | 30                  | 13                  | 3                   | 86                  | 26                  | +60                 | Fase de grupos   |
| 1980      | Segunda             | 9                   | 47                  | 46                  | 18                  | 11                  | 17                  | 50                  | 46                  | +4                  | Fase de grupos   |
| 1981      | Segunda             | 7                   | 46                  | 46                  | 17                  | 12                  | 17                  | 48                  | 45                  | +3                  | Octavos de final |
| 1982      | Segunda             | 17                  | 38                  | 42                  | 13                  | 13                  | 16                  | 53                  | 67                  | -14                 | Octavos de final |
| 1983      | Segunda             | 17                  | 37                  | 42                  | 14                  | 9                   | 19                  | 51                  | 47                  | +4                  | 1/16 de Final    |
| 1984      | Segunda             | 12                  | 40                  | 42                  | 15                  | 10                  | 17                  | 44                  | 47                  | -3                  | 1/16 de final    |
| 1985      | Segunda             | 21                  | 24                  | 38                  | 8                   | 8                   | 22                  | 27                  | 48                  | -21                 | Semifinales      |
| 1986      | Segunda             | 22                  | 34                  | 46                  | 11                  | 13                  | 22                  | 30                  | 60                  | -30                 | Segunda Ronda    |
| 1987      | Tercera Grupo 1     | 1                   | 49                  | 32                  | 19                  | 11                  | 2                   | 56                  | 20                  | +36                 | Primera Ronda    |
| 1988      | Tercera Grupo 5     | 9                   | 35                  | 34                  | 14                  | 7                   | 13                  | 42                  | 34                  | +8                  | Primera Ronda    |
| 1989      | Tercera Grupo 1     | 6                   | 55                  | 42                  | 19                  | 17                  | 6                   | 60                  | 36                  | +24                 | 1/16 de Final    |
| 1990      | Tercera Oeste       | 19                  | 32                  | 42                  | 11                  | 10                  | 21                  | 46                  | 66                  | -20                 | —                |
| 1991      | Cuarta Grupo 6      | 7                   | 52                  | 42                  | 21                  | 10                  | 11                  | 52                  | 35                  | +17                 | —                |
| Temporada | Campeonato          | Campeonato          | Campeonato          | Campeonato          | Campeonato          | Campeonato          | Campeonato          | Campeonato          | Campeonato          | Campeonato          | Copa             |
| Temporada | División            | Pos.                | Pts.                | J                   | G                   | A                   | P                   | GF                  | GC                  | GD                  | Copa             |
| 1992      | Tercera Zona 4      | 12                  | 38                  | 38                  | 14                  | 10                  | 14                  | 47                  | 37                  | +10                 | Cuarta Ronda     |
| 1993      | Tercera Zona 3      | 7                   | 37                  | 34                  | 15                  | 7                   | 12                  | 40                  | 33                  | +7                  | Primera Ronda    |
| 1994      | Cuarta Zona 4       | 5                   | 27                  | 24                  | 12                  | 3                   | 9                   | 25                  | 19                  | +6                  | Primera Ronda    |